# Curcuma (genre)
Genre
Classification phylogénétique
Curcuma est un genre de plantes à fleurs de la famille des Zingibéracées. Il contient une quarantaine d'espèces d'origine tropicale.
Le curcuma est une épice tirée de la racine de l'espèce Curcuma longa.

## Liste d'espèces
Selon World Checklist of Selected Plant Families (WCSP) (20 sept 2011) :
- Curcuma aeruginosa Roxb. (1810) "Temu hitam"
- Curcuma albiflora Thwaites (1861).
- Curcuma alismatifolia Gagnep. (1903)
- Curcuma amada Roxb. (1810)
- Curcuma amarissima Roscoe (1826).
- Curcuma angustifolia Roxb. (1810).
- Curcuma antinaia Chaveer. & Tanee, (2007).
- Curcuma aromatica Salisb. (1808).
- Curcuma attenuata Wall. ex Baker (1890).
- Curcuma aurantiaca van Zijp (1915).
- Curcuma australasica Hook.f. (1867).
- Curcuma bakeriana Hemsl. (1892).
- Curcuma bhatii (R.M.Sm.) Škornick. & M.Sabu, (2005).
- Curcuma bicolor Mood & K.Larsen (2001).
- Curcuma caesia Roxb. (1810).
- Curcuma cannanorensis R.Ansari, V.J.Nair & N.C.Nair, (1982).
- Curcuma caulina J.Graham, (1839).
- Curcuma ceratotheca K. Schum. (1899).
- Curcuma cochinchinensis Gagnep. (1907).
- Curcuma codonantha Skornickova (2003).
- Curcuma coerulea K. Schum. (1904).
- Curcuma colorata Valeton (1918).
- Curcuma comosa Roxb. (1810).
- Curcuma coriacea Mangaly & M. Sabu (1988 publ. 1989).
- Curcuma decipiens Dalzell (1850).
- Curcuma euchroma Valeton (1918).
- Curcuma ecomata Craib (1912).
- Curcuma elata Roxb. (1820).
- Curcuma euchroma Valeton, (1918).
- Curcuma exigua N. Liu (1987).
- Curcuma ferruginea Roxb. (1810).
- Curcuma flaviflora S.Q. Tong (1986).
- Curcuma glans K. Larsen & Mood (2001).
- Curcuma gracillima Gagnep. (1903).
- Curcuma grandiflora Wall. ex Baker (1892).
- Curcuma haritha Mangaly & M. Sabu (1993).
- Curcuma harmandii Gagnep. (1907).
- Curcuma heyneana Valeton & van Zijp (1917)  "Temu giring"
- Curcuma inodora Blatt. (1930 publ. 1931).
- Curcuma karnatakensis Amalraj (1991).
- Curcuma kudagensis Velayudhan, V.S. Pillai & Amalraj (1990).
- Curcuma kwangsiensis S.G. Lee & C.F. Liang (1977).
- Curcuma larsenii C. Maknoi & T. Jenjittikul (2006).
- Curcuma latiflora Valeton (1913).
- Curcuma latifolia Roscoe (1825).
- Curcuma leucorrhiza Roxb. (1810).
- Curcuma loerzingii Valeton (1918).
- Curcuma longa L. (1753) - le curcuma (épice)
- Curcuma longispica Valeton (1918).
- Curcuma mangga Valeton & van Zijp (1917)   "Temu mangga"
- Curcuma meraukensis Valeton (1913).
- Curcuma montana Roxb., (1800).
- Curcuma mutabilis Skornickova, M. Sabu & Prasanthkumar (2004).
- Curcuma nankunshanensis N.Liu, X.B.Ye & Juan Chen, (2008).
- Curcuma neilgherrensis Wight (1853).
- Curcuma oligantha Trimen (1885).
- Curcuma ornata Wall. ex Baker (1890).
- Curcuma parviflora Wall. (1830).
- Curcuma parvula Gage (1905).
- Curcuma petiolata Roxb. (1820)  Temu putri
- Curcuma phaeocaulis Valeton (1918).
- Curcuma picta Roxb. ex Škornick., (2008).
- Curcuma pierreana Gagnep. (1907).
- Curcuma plicata Wall. ex Baker (1890).
- Curcuma porphyrotaenia Zipp. ex Span. (1841).
- Curcuma prakasha S. Tripathi (2001).
- Curcuma pseudomontana J. Graham (1839).
- Curcuma purpurascens Blume (1827)  Temu tis
- Curcuma reclinata Roxb. (1810).
- Curcuma rhabdota Sirirugsa & M.F. Newman (2000).
- Curcuma rhomba Mood & K. Larsen (2001).
- Curcuma roscoeana Wall. (1829).
- Curcuma rubescens Roxb. (1810).
- Curcuma rubrobracteata Skornickova, M. Sabu & Prasanthkumar (2003).
- Curcuma sattayasaiorum Chaveer. & Sudmoon, (2008).
- Curcuma scaposa (Nimmo) Škornick. & M.Sabu, (2007).
- Curcuma sessilis Gage, Rec. (1905)
- Curcuma sichuanensis X.X. Chen (1984).
- Curcuma singularis Gagnep. (1907).
- Curcuma sparganiifolia Gagnep. (1903).
- Curcuma stenochila Gagnep. (1903).
- Curcuma strobilifera Wall. ex Baker (1890).
- Curcuma sumatrana Miq. (1861).
- Curcuma sylvatica Valeton (1918).
- Curcuma thorelii Gagnep. (1907).
- Curcuma trichosantha Gagnep. (1907).
- Curcuma vamana M. Sabu & Mangaly (1987).
- Curcuma viridiflora Roxb., Asiat. Res. 11: 341 (1810).
- Curcuma vitellina Škornick. & H.Ð.Tran, Gard. Bull. Singapore 62: 111 (2010).
- Curcuma yunnanensis N. Liu & C. Senjen (1987).
- Curcuma zanthorrhiza Roxb. (1820) : temu lawak
- Curcuma zedoaria (Christm.) Roscoe (1807) - la zédoaire (épice)
- Curcuma zedoaroides A. Chaveerach & T. Tanee (2008).

## Espèces aux noms synonymes, obsolètes et leurs taxons de référence
Selon World Checklist of Selected Plant Families (WCSP) (20 sept 2011) :

## Distribution
Ce genre est originaire de l'Asie tropicale : sous-continent indien, Indochine, Chine (Yunnan), Indonésie, et du nord de l'Australie.

## Utilisation
- Plantes alimentaires : source d'amidon, épices, colorants alimentaires
- Plantes tinctoriales
- Plantes médicinales : le curcuma est une épice qui est efficace pour traiter différents troubles gastro-intestinaux comme l’inflammation ou les ulcères d’estomac. Le curcuma possède également de nombreuses propriétés anticancéreuses.[réf. nécessaire]
- Plantes ornementales
- Fleurs coupées

## Galerie

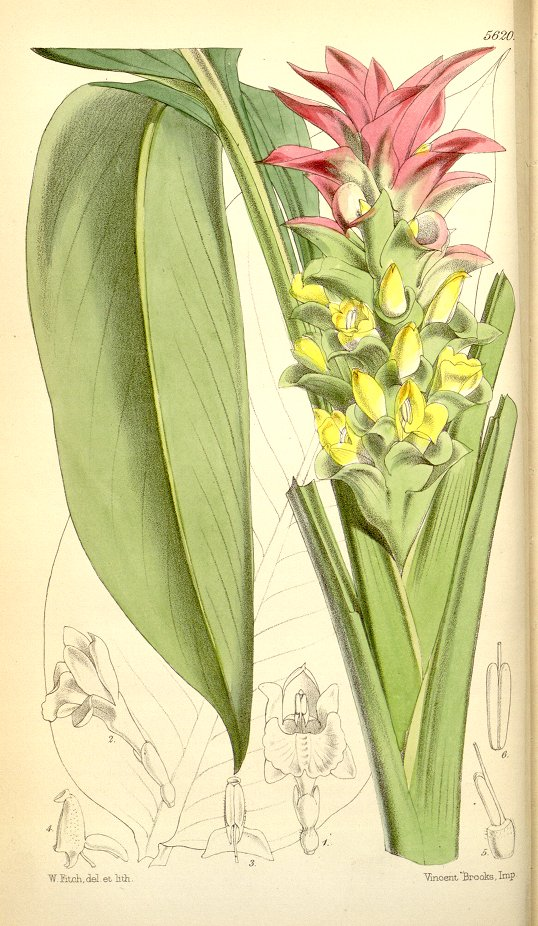
Curcuma australasica
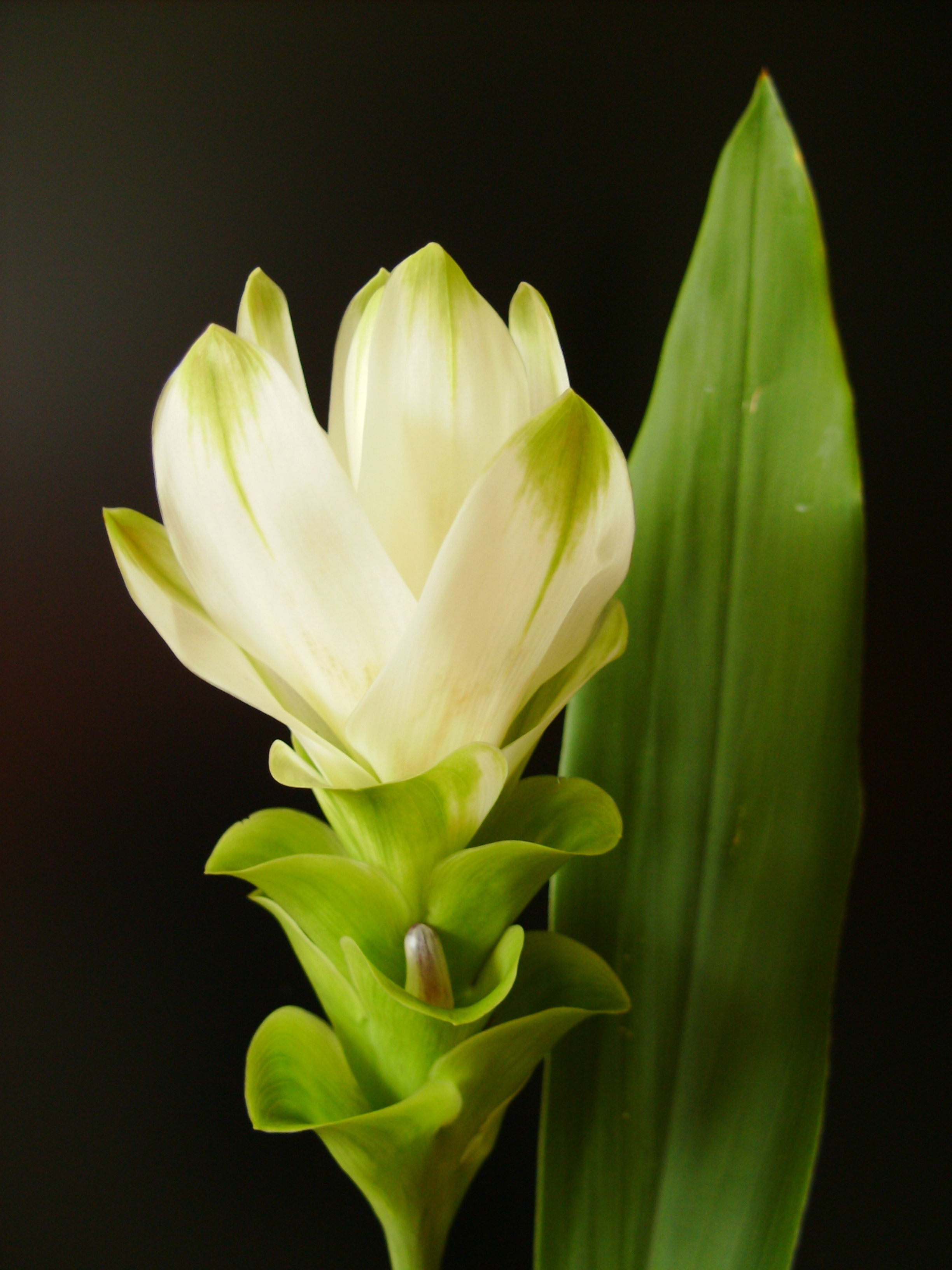
Curcuma longa
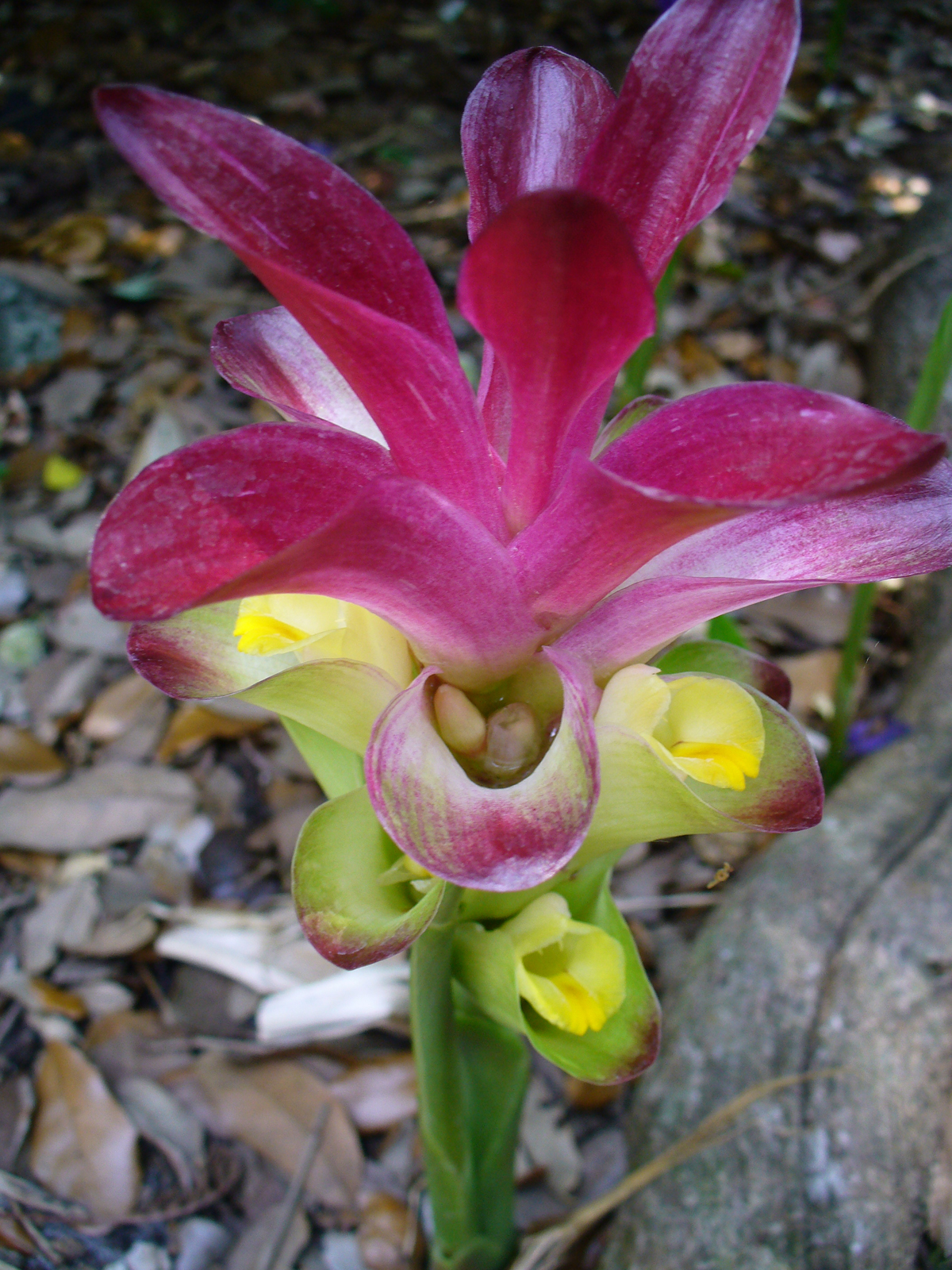
Curcuma zedoaria
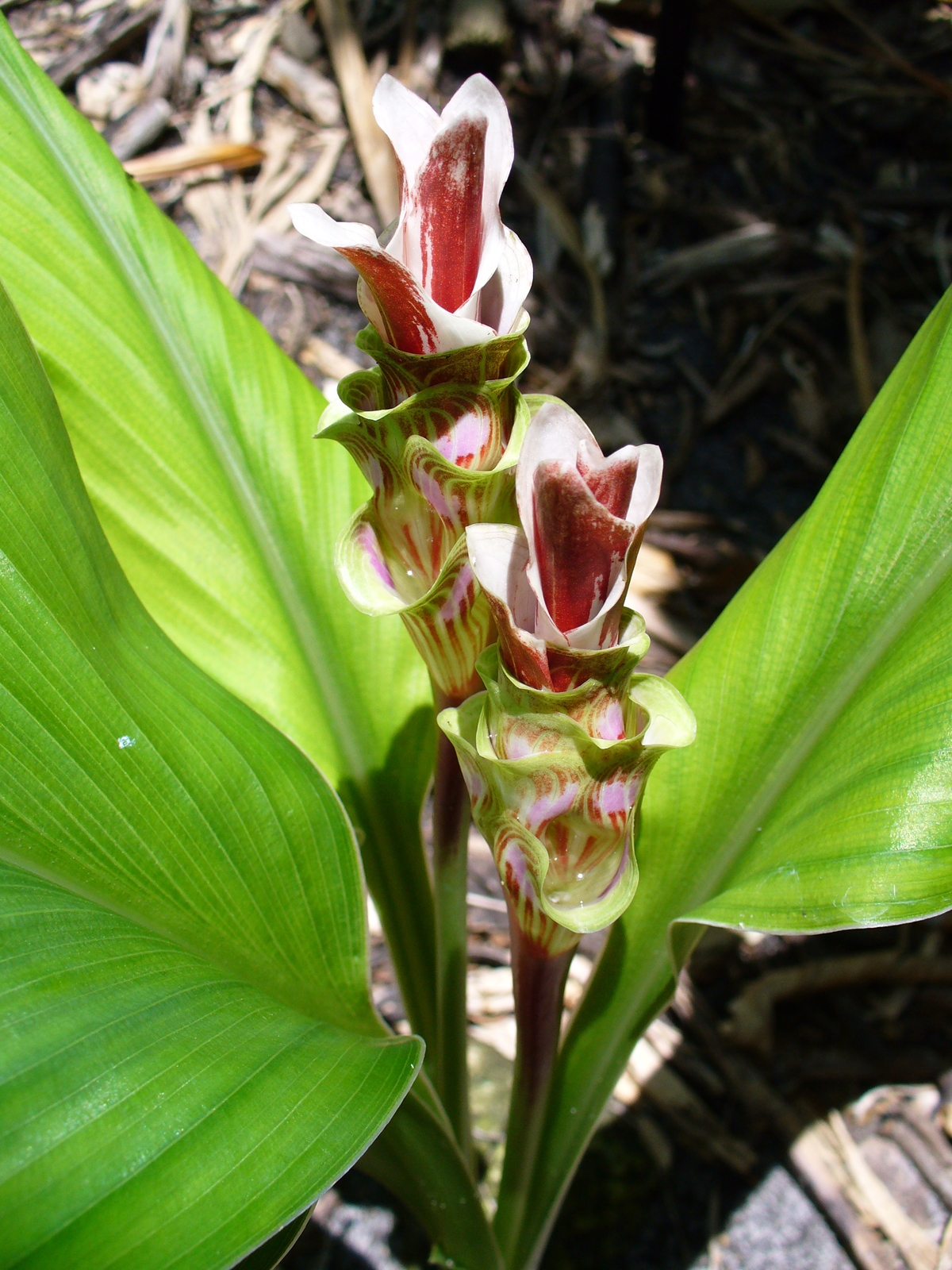
Curcuma gracillima
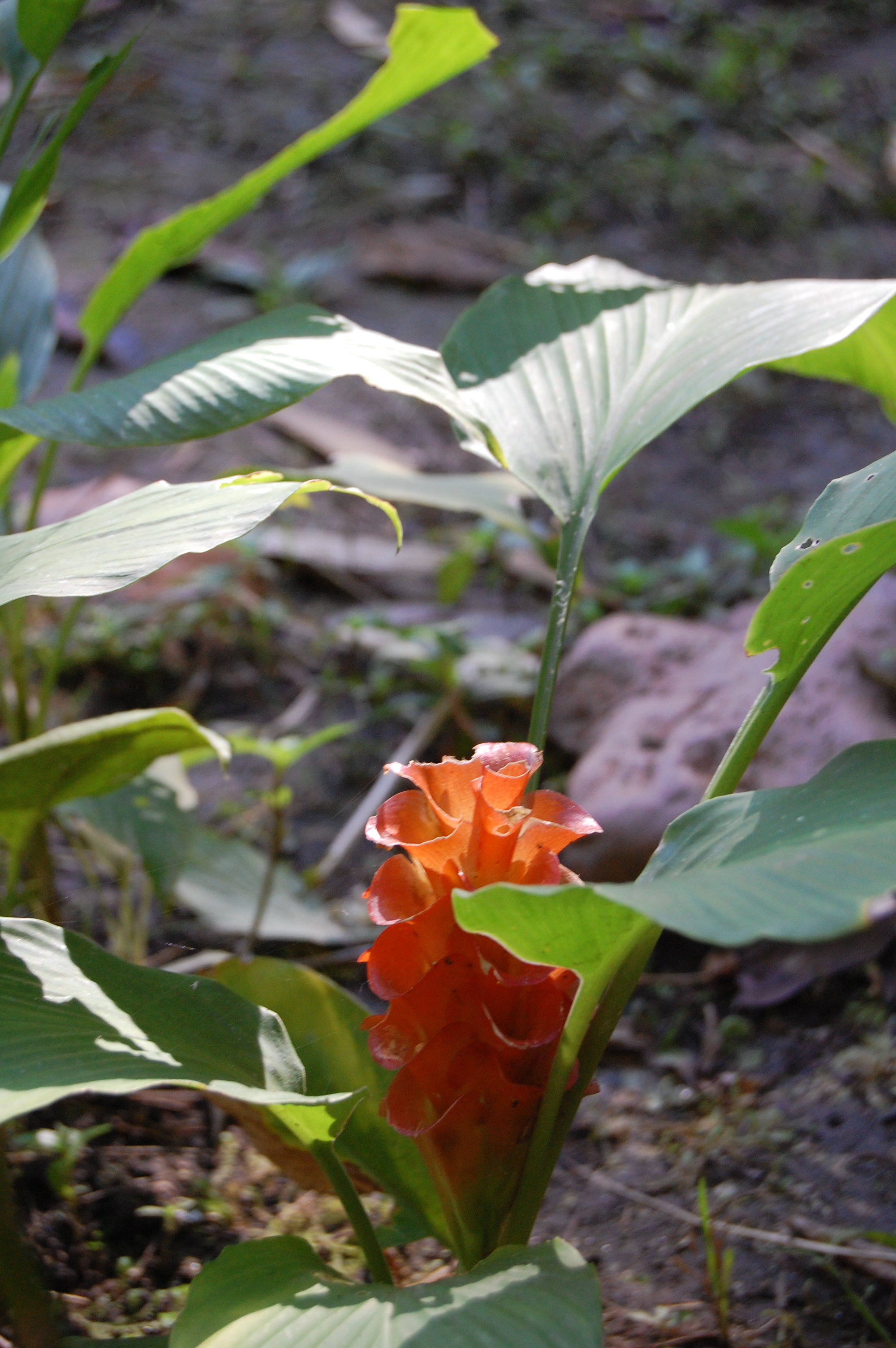
Curcuma roscoeana
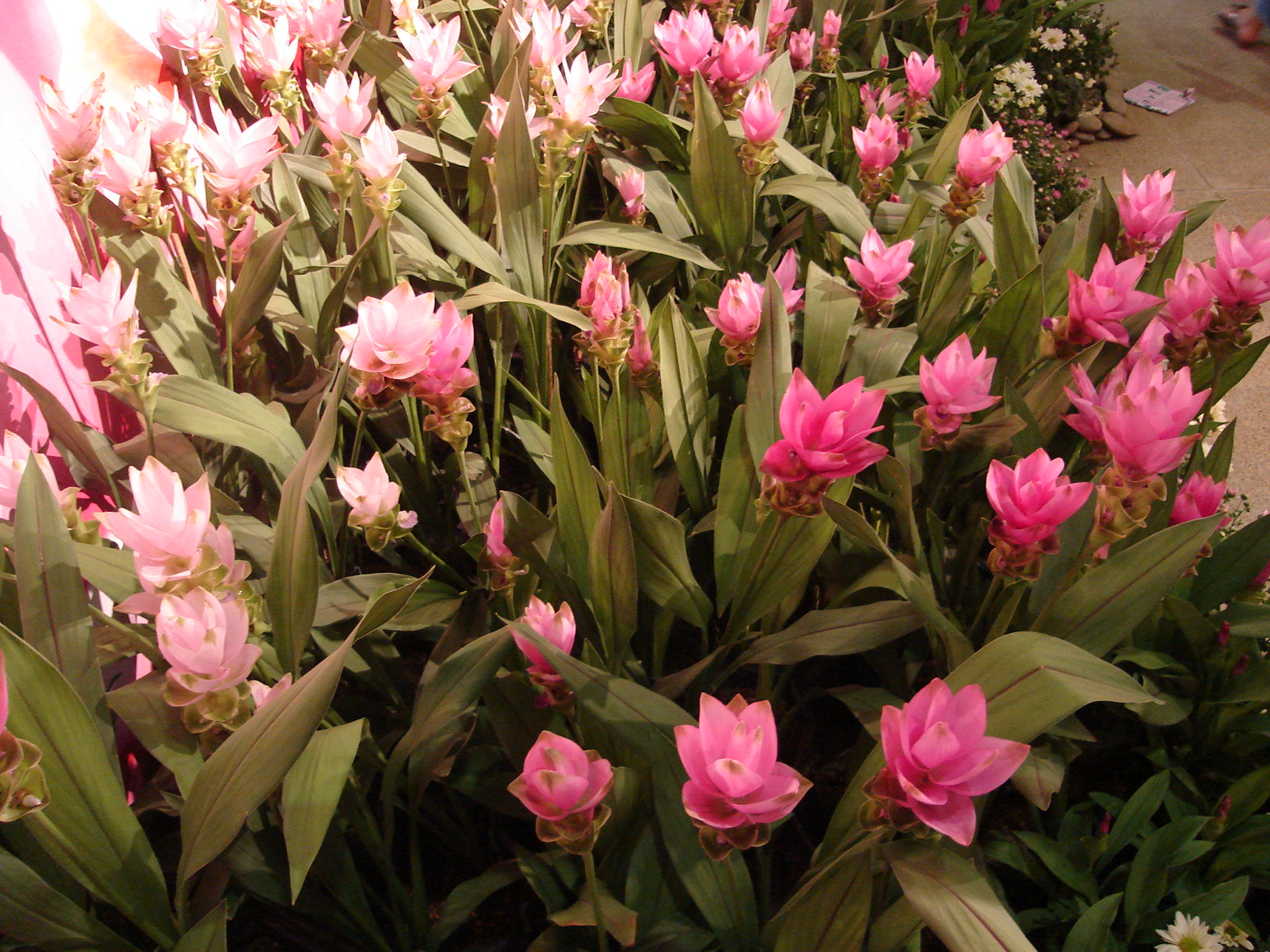
Curcuma alismatifolia